# Терор таємного товариства
Терор таємного товариства (англ. The Terror of the Tongs) — англійський фільм 1961 року.

## Сюжет
На початку двадцятого століття в Гонконзі членами таємничої секти під назвою «Червоний дракон» скоюється серія вбивств. Сектанти займаються контрабандою наркотиків і работоргівлею, тримаючи людей у страху. Але коли вони вбивають дочку морського англійського капітана Джексона, той вирішує жорстоко помститися бандитам.

## У ролях
| Актор            | Роль                     |
| ---------------- | ------------------------ |
| Крістофер Лі     | Чун Кінг                 |
| Івонн Монлор     | Лі                       |
| Джеффрі Тун      | капітан Джексон Сейл     |
| Марн Мейтленд    | Жебрак                   |
| Брайан Ворф      | окружний комісар Харкорт |
| Івен Солон       | Тан Хоу                  |
| Роджер Дельгадо  | Тан Хао                  |
| Річард Ліч       | інспектор Боб Дін        |
| Чарльз Ллойд Пек | доктор Фу Чао            |
| Марі Берк        | Майя                     |
| Барбара Браун    | Гелен Сейл               |
| Берт Квук        | містер Мін               |
| Том Гілл         | Беміш                    |
| Рік Янг          | Конфуцій                 |